# Nanny Larsén-Todsen
Nanny Larsén-Todsen, née le 2 août 1884 à Hagby (en) et morte le 26 mai 1982 à Stockholm, est une chanteuse d'opéra (soprano) suédoise.

## Biographie
Nanny Larsén-Todsen naît le 2 août 1884 à Hagby (comté de Kalmar),.
Elle étudie à Stockholm, Berlin et Milan et fait ses débuts (en Agathe dans Le Freischütz de Weber) en 1906 à l'Opéra royal de Stockholm, où elle chante comme première soprano jusqu'en 1923,.
Elle incarne d'abord des rôles lyriques, notamment Donna Anna (Don Giovanni de Mozart), Reiza (Oberon de Weber), Aida (Verdi), Tosca (Puccini) et la Marschallin (Der Rosenkavalier de Richard Strauss) avant d'évoluer vers le registre dramatique et de se distinguer dans le répertoire wagnérien,.
À la Scala, elle est Isolde (Tristan und Isolde) sous la direction de Toscanini (1923-1924). Au Metropolitan Opera (1925-1927), elle fait ses débuts dans le rôle de Brünnhilde (Götterdämmerung) mais chante également Leonore (Fidelio), Rachel (La Juive) et Gioconda. À Covent Garden (1927 et 1930), elle chante Brünnhilde, enfin, au Festival de Bayreuth, elle est entre 1927 et 1931 Isolde, Kundry (Parsifal) et Brünnhilde,.
Nanny Larsén-Todsen se produit aussi sur les scènes des opéras d'État de Berlin et de Vienne ainsi qu'à l'Opéra de Paris,.
Au disque, elle a enregistré Isolde, à Bayreuth en 1928, et l'immolation de Brünnhilde, la même année, dans lesquels elle fait montre de « son timbre fort et régulier ainsi [que d'une] sensibilité appréciable ».
Retirée de la scène, elle se consacre à l'enseignement.
Elle a reçu la médaille Litteris et Artibus en 1920, a été élue à l'Académie royale suédoise de musique en 1924 et a été nommée Hovsångerska en 1925.
Nanny Larsén-Todsen meurt le 26 mai 1982 à Stockholm,.